# Jack Kahane

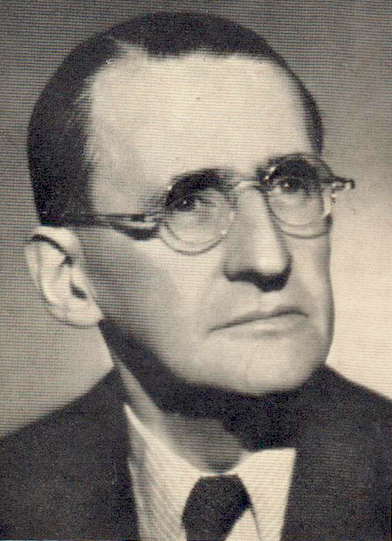
Jack Kahane

Jack Kahane (geboren als Jonas Kahane am 20. Juli 1887 in Broughton, Salford, Lancashire; gestorben am 3. September 1939 in Paris) war ein britischer Verleger, Autor und Übersetzer. Er ist vor allem bekannt als Gründer des Pariser Verlags Obelisk Press, in dem zwischen 1932 und 1939 einige der bedeutendsten Autoren jener Jahre erschienen, namentlich Henry Miller (Tropic of Cancer und Tropic of Capricorn), Anaïs Nin (Winter of Artifice) und Lawrence Durrell (The Black Book). Einige dieser Werke waren umstritten und wurden wegen angeblicher Obszönität in Großbritannien und den USA indiziert, zum Beispiel Tropic of Cancer von Miller, in Paris durften sie aber verlegt werden, was dazu führte, dass zahlreiche Touristen aus angelsächsischen Ländern sie dort kauften und heimlich mitnahmen. So war Jack Kahane neben seinem Sohn Maurice Girodias, der mit Olympia Press einen ähnlich orientierten Verlag gründete, einer der wichtigsten Verleger klandestiner Literatur im 20. Jahrhundert.

## Leben
Jack Kahane wurde 1887 geboren als Jonas Kahane in der Gemeinde Broughton in Salford in der Grafschaft Lancashire, heute Teil von Greater Manchester. Seine Eltern Selig und Suzy Kahane waren jüdische Einwanderer aus Rumänien, die sich 1873 in Manchester niedergelassen hatten. Es war eine kinderreiche Familie mit sechs Schwestern und zwei Brüdern, in der Jack das zweitjüngste Kind war. Sein Vater starb 1893 und seine Mutter 1896, sodass Jack schon mit 9 Jahren Waise war.
Kahane kam zu einer älteren Schwester und besuchte die Manchester Grammar School, danach arbeitete er im Büro eines Baumwollhändlers, seine Ambitionen lagen aber auf anderem, kulturellen Gebiet. Er trat Literaturvereinen bei und wurde Sekretär der Manchester Musical Society. Damals leitete der Österreicher Hans Richter das Manchester Hallé-Orchester, eine der kulturellen Institutionen der Stadt, und erregte bei Kahane Anstoß durch seine musikalischen Präferenzen, welche die französische Musik ignorierten. Kahane schrieb unter verschiedenen Namen Leserbriefe an den Manchester Guardian, wobei einer dem anderen widersprach. So gelang es ihm, eine Debatte zu starten, deren Resultat Kahane zufolge war, dass Richter abtrat und nach Deutschland ging.
Mit einem Partner zusammen gründete Kahane eine Firma, die Samt herstellte und exportierte. Die Geschäfte liefen erfolgreich und erlaubten es Kahane, sich zum Edwardianischen Dandy zu transformieren, inklusive Monokel, Anzügen aus der Savile Row und einem halben Rennpferd. Bei Ausbruch des Ersten Weltkriegs meldete er sich freiwillig, wurde nach Frankreich geschickt, zuerst als Übersetzer, dann als Kavallerist, erwies sich für beides als nicht geeignet und landeten schließlich als Infanterist in den Gräben, wo er durch einen Gasangriff und eine deutsche Granate bei Ypern einen Lungenflügel und mehrere Zähne verlor. Damit war die aktive Teilnahme am Krieg für Kahane vorbei.
Bei einem Urlaub an der Küste in Südfrankreich lernte er seine spätere Frau Marcelle Girodias kennen, Tochter eines international tätigen französischen Ingenieurs. 1917 heirateten sie und am 12. April 1919 wurde der erste Sohn Maurice geboren, später gefolgt von Nicole, Sylvie und Eric. Nach dem Krieg ging Kahane nach Paris, wo er mit dem Verkauf von Armeebeständen gut verdiente. Anfang der 1920er Jahre zog die Familie in ein Anwesen mit dem romantischen Namen Le Fond des Forêts („Waldgrund“) bei dem Dorf Rosoy-en-Multien, etwa 70 km nordöstlich von Paris, ein großes Gebäude mit 20 Zimmern und 12 Hektar Land. Durch eine Tuberkulose zu einem längeren Aufenthalt in einem Sanatorium gezwungen, begann Kahane zu schreiben, zunächst einen etwas gewagten Unterhaltungsroman mit dem Titel Laugh and Grow Rich, der 1923 erschien und zunächst nicht sonderlich erfolgreich war. Erst als das Buch aus Leihbibliotheken verbannt worden war und der Autor einen Protestbrief an eine Londoner Zeitung gesandt hatte, gab es Kritiken und die Verkäufe stiegen, wodurch Kahane ein Rezept gelernt hatte, das er noch öfter anwenden sollte: Gepfefferte Texte provozieren Zensur, Zensur sorgt für Öffentlichkeit und die wiederum für Verkäufe.
Weitere Romane in dieser Art folgten: Love's Wild Geese (1924), The Gay Intrigue (1925), The Vain Serenade (1926), The Pure in Heart (1928), Suzy Falls Off (1928, unter dem Pseudonym Cecil Barr, auch ins Deutsche übersetzt) und The Browsing Goat (1929). Vom Schreiben zum Verlegen von Büchern ist kein weiter Weg, vor allem, wenn man Geld hat. Kahane fand als Partner einen Verleger namens Henry Babou, der auf illustrierte Luxusausgaben spezialisiert war. Da Kahane eine große Bewunderung für James Joyce hegte, dessen Ulysses 1922 von der Pariser Expat-Buchhändlerin und Verlegerin Sylvia Beach veröffentlicht worden war, suchte er Sylvia Beach auf und es gelang ihm tatsächlich, Joyce vorgestellt zu werden und die Rechte an einem Text aus dessen Work in Progress (später bekannt als Finnegans Wake) für 50.000 Francs zu erwerben. Kahane musste seinem Partner zwar gestehen, den Text nicht zu verstehen, gedruckt wurde er trotzdem in edelster Ausstattung und verkaufte sich erwartungsgemäß schlecht, bis ein amerikanischer Verleger und Joyce-Verehrer die Hälfte der Auflage aufkaufte und das Unternehmen doch noch profitabel machte.

## Obelisk Press

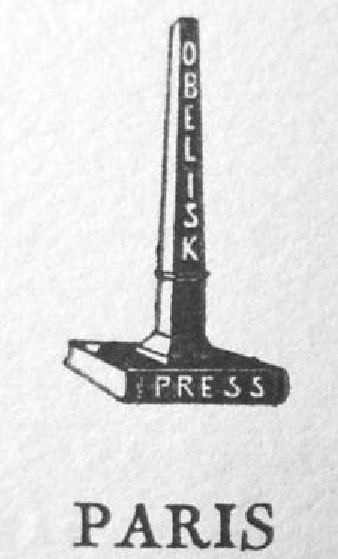
Verlagssignet von Obelisk Press

Sowohl die Weltwirtschaftskrise 1929 als auch die finanziellen Extravaganzen seines Partners Babou veranlassten Kahane, einen neuen Partner zu suchen, diesen fand er in Marcel Servant. Kahane verkaufte das Landhaus und zog mit der Familie nach Auteuil und später in den Vorort Neuilly. Er mietete ein Büro mit Blick auf den Obelisken der Place Vendôme, woraus sich dann der Name Obelisk Press des neuen Verlages ergab. Der Sohn Maurice entwarf dazu ein Verlagssignet mit einem leicht phallisch wirkenden, auf einem Buch stehenden Obelisken. Darüber hinaus entschloss er sich, künftig einer Doppelstrategie zu folgen. Das Verlagsprogramm sollte einerseits angelsächsischen Autoren wie Joyce oder Lawrence, die Schwierigkeiten hatten, in ihrer Heimat einen Verlag zu finden oder Opfer von Zensur waren, in Paris eine Plattform geben, andererseits sollte leichte bis mittelschwere Erotik in der Art von Daffodil, einem der ersten Bücher des neuen Verlags und unter dem Pseudonym Cecil Barr von Kahane verfasst, für den geschäftlichen Erfolg und laufende Einkünfte sorgen.
Die Suche nach Autoren für den ambitionierten Teil des Programms gestaltete sich anfangs schwierig, aber immerhin erschien 1933 The Young and the Evil von Parker Tyler und Charles Henri Ford um gemischt-rassige Homosexualität zwischen Greenwich Village und Harlem geht, also zwei Brüche amerikanischer Tabus kombinierend, weshalb das Buch in den USA und England sogleich verboten wurde, dafür wurde es von Gertrude Stein gelobt und Djuna Barnes trat dafür ein. Neben diesem Buch veröffentlichte Kahane mit Radclyffe Halls The Well of Loneliness und Frank Harris’ My Life and Loves im gleichen Jahr zwei schon länger in Großbritannien und den USA indizierte Bücher.
Durch diese Titel erwarb sich Kahane den Ruf eines furchtlosen Verlegers und Obelisk Press den der richtigen Adresse für schwierige und/oder von Zensur bedrohte Bücher. Der wichtigste Autor dieser Art war Henry Miller mit seinem Erstling Tropic of Cancer. Kahane war zunächst begeistert, hatte dann Schwierigkeiten, seinen Partner zu überzeugen, zögerte dann selbst längere Zeit und ließ sich schließlich von Anaïs Nin durch eine Druckkostenfinanzierung überzeugen. Das Buch erschien 1934 und erwarb sich bald den Ruf eines Klassikers in der Welt der klandestinen Literatur, dort blieb es dann aber auch während der folgenden Jahrzehnte. Erst 1961 erschien es bei Grove Press in den USA, 1963 in Großbritannien und 1964 fiel die Entscheidung des Obersten Gerichts der USA in einem Mammut-Verfahren, dass das Buch nicht obszön sei. Dies bedeutete dann allerdings auch das Ende der Buchzensur in den Vereinigten Staaten.
Direkt in der Nachfolge Millers kam Lawrence Durrell mit The Black Book, dann Cyril Connolly mit The Rock Pool und To Beg I Am Ashamed von Sheila Cousins. Hinter dem Pseudonym vermutete man zeitweise Graham Greene als Autor oder Koautor, tatsächlich ist das Buch von Ronald Matthews, einem britischen Journalisten.
Kahane starb kurz nach Ausbruch des Zweiten Weltkriegs im Alter von 52 Jahren.

## Bibliografie
- Two Plays (1912; The Master, Black Magic)
- Laugh and Grow Rich (1923)
- Love's Wild Geese (1924)
- The Gay Intrigue (1925)
- The Vain Serenade (1926)
- The Pure in Heart (1928)
- als Cecil Barr: Suzy Falls Off (1928)
  - Deutsch: Susi rutscht aus. Übersetzt von Helene Schidrowitz. Amonesta-Verlag, Berlin / Wien / Leipzig 1931.
- The Browsing Goat (1929)
- als Cecil Barr: Daffodil (1931, auch als French Model, französische Übersetzung als: Coucou ou un accident est bien vite arrivé)
- als Cecil Barr: Amour – French for Love (1932)
- als Cecil Barr: Bright Pink Youth (1934)
- als Cecil Barr: It’s Hard to Sin! (1935; auch als: Any Man’s Woman, 1951)
- als Cecil Barr: Lady, Take Heed! (1937)
- Memoirs of a Booklegger (Autobiographie, 1939)
- A smoker's Rubaiyat (2022, postum)

Übersetzungen
- Philippe Hériat: The Lamb (1932; Übersetzung von L'innocent)
- Joseph Kessel: Princes of the Night (1928; Übersetzung von Nuits de princes).
- Ludwig von Mises: Socialism. An Economic and Sociological Analysis (1937; Übersetzung von Die Gemeinwirtschaft; Digitalisat)
- Marcel Prévost: The Virgin Man (1930; Übersetzung von L'homme vierge; auch als: Restless Sands, 1931)